# Рид Скот
Рид В. Скот (енгл. Reid W. Scott; рођен Њујорк, 19. новембар 1977), амерички је позоришни, филмски и ТВ глумац, најпознатији као детектив Винсент Рајли у серији Ред и закон.